# 穆瓦雷
穆瓦雷（法語：Moiré，法語發音：[mwaʁe] ⓘ）是法国罗讷省的一个市镇，属于索恩河畔自由城区。

## 地理
穆瓦雷（45°55'39"N, 4°36'13"E）面积2.03 平方千米，位于法国奥弗涅-罗讷-阿尔卑斯大区罗讷省，该省份为法国中东部省份，北起顺时针与索恩-卢瓦尔省、安省、里昂大都会、伊泽尔省和卢瓦尔省接壤。
与穆瓦雷接壤的市镇（或旧市镇、城区）包括：泰泽、巴尼奥勒、瓦勒德万。

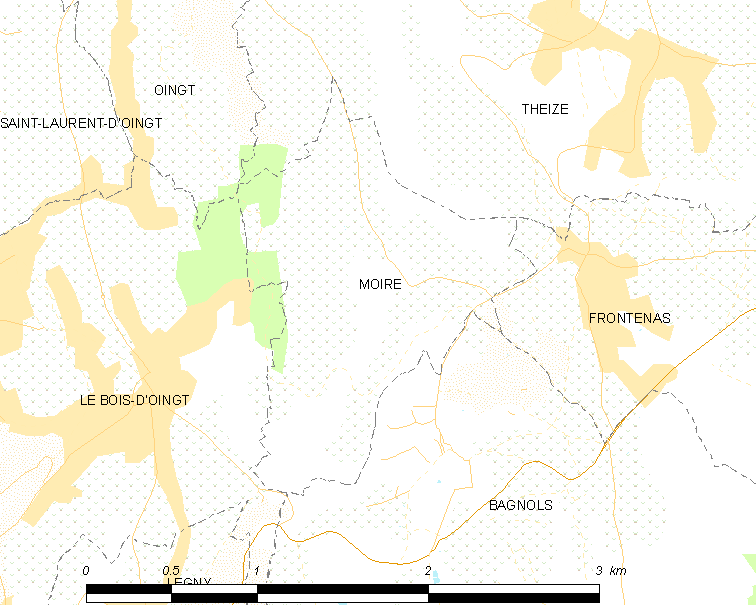
穆瓦雷的OSM定位图

穆瓦雷的时区为UTC+01:00、UTC+02:00（夏令时）。

## 行政
穆瓦雷的邮政编码为69620，INSEE市镇编码为69134。

## 政治
穆瓦雷所属的省级选区为瓦勒德万县。

## 人口

1962-2008年间穆瓦雷人口变化图示

穆瓦雷于2022年1月1日时的人口数量为243人。